# Efeb de Marató
L'Efeb de Marató és una escultura grega d'època antiga trobada a la mar Egea, a la badia de Marató el 1925. Es troba al Museu Arqueològic Nacional d'Atenes, al qual es va datar l'escultura al voltant de 325-300 aC. Els experts del Museu suggereixen que l'escultura en si mateixa pogués ser una jove representació d'Hermes, encara que bé és cert que no es troba a la peça ni un dels atributs típics d'aquesta deïtat. Malgrat tot, amb la seva suau musculatura i el seu exagerat contrapposto l'estil dona bon compte d'una clara influència de Praxíteles en les seves contemporaciones, estant l'Efeb de Marató una de les obres més properes a aquest estil.
A propòsit del sorgiment del busseig, l'ésser humà compta amb la possibilitat de recuperar tota sort de tresors artístics i arqueològics que s'han conservat sota el mar al llarg del temps. Altres peces ben conegudes de característiques similars a l'Efeb de Marató han estat recuperades, especialment de naufragis a la mar Egea i a la mar Mediterrània. Per entre aquestes peces destaquen el Mecanisme d'Anticitera o l'Efeb d'Anticitera, entre moltes d'altres.